# 75
| [ Edytuj tabelę ] |                                        |
| Cesarz Chin       | - 57 Han Mingdi 75 - 75 Han Zhangdi 88 |
| Władca Korei      | - 53 T’aejodae 146                     |
| Król Nabatei      | - 70 Rabel II Soter 106                |
| Papież            | - 67 Linus 79                          |
| Król Partów       | - 51 Wologazes I 78                    |
| Cesarz Rzymu      | - 69 Wespazjan 79                      |

Rok 75 / LXXV
stulecia: I wiek p.n.e. ~
I wiek ~
II wiek

lata: 65 «
70 «
71 «
72 «
73 «
74 «
75
» 76
» 77
» 78
» 79
» 80
» 85

## Wydarzenia
- Ostatnie znane użycie pisma klinowego (tekst astronomiczny)

## Urodzili się
- Swetoniusz, rzymski historyk (data przybliżona) (zm. 130)